# Ливадийский поселковый совет
Ливадийский поселковый совет (укр. Лівадійська селищна рада, крымскотат. Livadiya qasaba şurası) — административно-территориальная единица в подчинении Ялтинского горсовета АР Крым Украины (фактически до 2014 года); ранее до 1991 года — в  составе Крымской области УССР в СССР, до 1954 года — в составе Крымской области РСФСР в СССР, до 1945 года — в составе Крымской АССР РСФСР в СССР.
Население Ливадийского поссовета на 2012 год составляло 4,6 тыс. человек, по результатам переписи 2001 года — 3 388 человек. Площадь — 58 км².
Поссовет к 2014 году включал 4 посёлка городского типа:
- Ливадия
- Виноградное
- Курпаты
- Ореанда

и 4 посёлка (сельского типа):
- Высокогорное
- Горное
- Куйбышево
- Охотничье

Главная достопримечательность поссовета — Ливадийский дворец, на территории также находятся санатории и пансионаты, многие из которых являются памятниками истории и архитектуры, винсовхоз Ливадия.
В рамках российского административно-территориального деления Крыма, созданного в 2014 году, Ливадийский поселковый совет был упразднён, а его территория входит в городской округ Ялта.